# المسحال (المسيمير)

تعديل مصدري - تعديل

المسحال هي إحدى قرى عزلة المسيمير بمديرية المسيمير التابعة لمحافظة لحج، بلغ تعداد سكانها 72 نسمة حسب تعداد اليمن لعام 2004.